# Bezirk Rozwadów
Bezirk Rozwadów – dawny powiat (Bezirk) kraju koronnego Królestwo Galicji i Lodomerii, funkcjonujący w latach 1854–1867. Siedzibą starostwa było miasteczko Rozwadów.

## Historia
Bezirk Rozwadów utworzono w ramach reformy uwłaszczeniowej z okresu Wiosny Ludów (1848–1849), która likwidowała jurysdykcję właściciela ziemskiego nad poddanymi. W Galicji, dominium – jako podstawowa jednostka administracyjna i filar systemu feudalnego straciło rację bytu. Konieczne stało się zatem wprowadzenie nowego systemu administracyjnego, którego zręby powstały w latach 1851–1855. Nowy trójstopniowy podział administracyjny objął 21 cyrkułów (niem. Kreise), 179 małych powiatów (niem. Bezirke) i ponad 6000 gmin (niem. Gemeinde). 
Bezirk Rozwadów objął obszar o wielkości 6,8 mil², zamieszkany przez 24.027 ludzi i podzielony na 45 gmin katastralnych, w tym dwa miasteczka (Rozwadów i Radomyśl). Wszedł w skład cyrkułu rzeszowskiego, jako jeden z jego jedenastu powiatów. Na zachodzie, północy i wschodzie Bezirk Rozwadów graniczył z Imperium Rosyjskim i był najdalej na północ wysuniętym powiatem Królestwa Galicji i Lodomerii (punkt ekstremalny znajdował się w Popowicach nad Wisłą).
Po nadaniu Galicji autonomii oraz powołaniu samorządu gminnego i powiatowego w 1865 zlikwidowano cyrkuły (Kreise). Dotychczasowe małe powiaty (Bezirke) w liczbie 179, utrzymały się do 1867 roku, kiedy to w następstwie kolejnej reformy administracyjnej (23 stycznia 1867) zostały zastąpione przez 74 większych powiatów. Obszar zniesionego Bezirk Rozwadów wszedł wtedy w całości skład nowego powiatu tarnobrzeskiego.

## Podział administracyjny (1854)
| Lp. | Gmina jednostkowa                                                 | Powierzchnia | Ludność | Powiat w 1867 po zniesieniu |
| --- | ----------------------------------------------------------------- | ------------ | ------- | --------------------------- |
| 1   | Rozwadów (m)                                                      | 365          | 1749    | tarnobrzeski                |
| 2   | Bąków z Bartnią Łąką                                              | 835          | 166     | tarnobrzeski                |
| 3   | Brandwica i Księże Kolano                                         | 835          | 157     | tarnobrzeski                |
| 4   | Charzewice z Suchym Borem, Karnatami i Posaniem                   | 4890         | 767     | tarnobrzeski                |
| 5   | Dąbrowa (Rzeczycka)                                               | 1100         | 166     | tarnobrzeski                |
| 6   | Kępa                                                              | 1100         | 145     | tarnobrzeski                |
| 7   | Kochany                                                           | –            | 131     | tarnobrzeski                |
| 8   | Mużyków                                                           | 210          | 92      | tarnobrzeski                |
| 9   | Przyłęk, Agatówka i Pilchów                                       | 1110         | 578     | tarnobrzeski                |
| 10  | Rzeczyca Okrągła                                                  | 270          | 233     | tarnobrzeski                |
| 11  | Rzeczyca Długa i Kochany                                          | 4725         | 384     | tarnobrzeski                |
| 12  | Wola Rzeczycka                                                    | 1005         | 329     | tarnobrzeski                |
| 13  | Księże Kolano                                                     | 135          | 90      | tarnobrzeski                |
| 14  | Jastkowice z Wólką, Paleniami, Kuziorami i Szwedami               | –            | 1412    | tarnobrzeski                |
| 15  | Turbia                                                            | 3830         | 1494    | tarnobrzeski                |
| 16  | Wólka Turebska                                                    | 3830         | 417     | tarnobrzeski                |
| 17  | Ostrówek                                                          | 210          | 77      | tarnobrzeski                |
| 18  | Żabno                                                             | 1850         | 707     | tarnobrzeski                |
| 19  | Zbydniów z Dzierdziówką                                           | 2030         | 634     | tarnobrzeski                |
| 20  | Majdan Zbydniowski                                                | 670          | 354     | tarnobrzeski                |
| 21  | Kotowa Wola                                                       | 1845         | 479     | tarnobrzeski                |
| 22  | Zaleszany i Kępie z Berdechowem, Wólką Zaleszańską i Karczmiskami | 2805         | 1047    | tarnobrzeski                |
| 23  | Motycze Nobile (Szlacheckie)                                      | 540          | 184     | tarnobrzeski                |
| 24  | Motycze Spirituale (Poduchowne)                                   | 520          | 198     | tarnobrzeski                |
| 25  | Grębów z Zabrniem i Wydrzą                                        | 1640         | 3607    | tarnobrzeski                |
| 26  | Jamnica z Krawcami i Zatrześnią                                   | 1895         | 443     | tarnobrzeski                |
| 27  | Sokolniki                                                         | 350          | 1171    | tarnobrzeski                |
| 28  | Nadbrzezie                                                        | 350          | 389     | tarnobrzeski                |
| 29  | Gorzyce z Pączkiem                                                | 2300         | 627     | tarnobrzeski                |
| 30  | Zalesie z Fantazją                                                | 2300         | 153     | tarnobrzeski                |
| 31  | Wrzawy z Czekajem                                                 | 370          | 156     | tarnobrzeski                |
| 32  | Brzoza ze Strażnikiem                                             | 4880         | 58      | tarnobrzeski                |
| 33  | Dębina                                                            | –            | 18      | tarnobrzeski                |
| 34  | Dąbrowa (Wrzawska) z Białkowicami                                 | 1645         | 213     | tarnobrzeski                |
| 35  | Pączek                                                            | 1645         | 213     | tarnobrzeski                |
| 36  | Goczałkowice                                                      | 1645         | 160     | tarnobrzeski                |
| 37  | Łapiszów z Kępą i Pasternikiem                                    | 1040         | 341     | tarnobrzeski                |
| 38  | Sadowie z Zadolem i Kawęczynem                                    | 825          | 292     | tarnobrzeski                |
| 39  | Pniów, Czekaj i Dąbrówka oraz Antoniów z Zalesiem                 | 4375         | 1230    | tarnobrzeski                |
| 40  | Orzechów                                                          | 300          | 152     | tarnobrzeski                |
| 41  | Chwałowice z Grudzą, Łążkiem i Ochodzą                            | 3970         | 759     | tarnobrzeski                |
| 42  | Witkowice z Ostrówkiem                                            | 960          | 334     | tarnobrzeski                |
| 43  | Popowice                                                          | 175          | 50      | tarnobrzeski                |
| 44  | Skowierzyn z Wólką i Górką                                        | 3005         | 887     | tarnobrzeski                |
| 45  | Radomyśl (m)                                                      | 1755         | 997     | tarnobrzeski                |

Objaśnienie:
(M) = miasto; (m) = miasteczko